# Ched Evans
Ched Evans, celým jménem Chedwyn Michael Evans, (* 28. prosince 1988) je velšský fotbalový útočník a bývalý reprezentant. V roce 2012 byl obviněn ze znásilnění a byl odsouzen na pět let vězení (odpykal polovinu trestu). V říjnu 2016 soud po obnovení případu rozhodl, že je nevinen.

## Klubová kariéra
- Rhyl FC (mládež)
- Chester City FC (mládež)
- Manchester City FC (mládež)
- Manchester City FC 2007–2009
- →  Norwich City FC (hostování) 2007–2008
- Sheffield United FC 2009–2012
- Chesterfield FC 2016–

Narodil se ve městě St Asaph. Mládežnickou kariéru zahájil v roce 1999 v klubu Rhyl FC. Odtud brzy odešel do anglického Chester City FC a roku 2002 pak do Manchester City FC. Později hrál například za Norwich City FC a Sheffield United FC. Poslední soutěžní zápas odehrál za Sheffield United v dubnu 2012, poté nastoupil výkon trestu. Po propuštění z vězení se jej Sheffield United pokusil angažovat, proti však byli obyvatelé města, kterým se nelíbilo, že by za jejich tým měl nastupovat odsouzený násilník. Sešlo i z angažmá v třetiligovém Oldham Athletic AFC, proti byli sponzoři klubu.
V červnu 2016 se mu podařilo sehnat angažmá, podepsal smlouvu s klubem Chesterfield FC z Football League One (třetí anglická liga).

## Reprezentační kariéra
Ched Evans nastupoval za velšské mládežnické reprezentace U19 a U21.
Svůj debut za velšský národní A-tým absolvoval 28. 5. 2008 v přátelském utkání v Reykjavíku proti reprezentaci Islandu, v němž vstřelil vítězný gól na konečných 1:0 pro hosty. Celkem odehrál v letech 2008–2011 za velšský národní tým 13 zápasů a jednou skóroval.

## Mimo hřiště
V dubnu 2012 byl odsouzen k 5 letům vězení za znásilnění 19leté ženy. Po odpykání poloviny trestu byl propuštěn (17. října 2014). Po celou dobu trval na své nevině. V dubnu 2016 dosáhl obnovení procesu, speciální komise pro obnovu kriminálníh případu původní rozsudek zrušila. V říjnu 2016 soud rozhodl, že se znásinění nedopustil.